# Guido Lippens
Guido Eduard Alphons Lippens (* 8. November 1939 in Terneuzen) ist ein niederländischer Zeichner und Maler.

## Leben und Werk
Lippens wurde 1939 in der Zeeland geboren. Er studierte von 1957 bis 1961 an der Akademie Industriële Vormgeving Eindhoven. In den 1960er Jahren schien er sich dem Expressionismus und der Pop Art anzuschließen. Stilisierte Figuration wurde mit dekorativen Mustern kombiniert. Ab den frühen siebziger Jahren konzentrierte sich Lippens auf das Zeichnen regelmäßiger Rastermuster, ausschließlich in Schwarz-Weiß, nach strengen Gesetzmäßigkeiten, in denen er Kontrast und Dynamik suchte. Alles wurde von Hand gemacht, was beweist, dass ein rationaler Ausgangspunkt nicht zu einem starren Ergebnis führen muss. Diese Arbeit entsprach dem, was in den Niederlanden als Fundamental Painting bekannt war. 1982 wurde Lippens zur Teilnahme an der documenta 7 in Kassel eingeladen. 
An der Christelijke Hogeschool voor de Kunsten Constantijn Huygens Kampen lehrte Guido Lippens von 1981 bis 1989. Von da an versuchte er, sein Bildrepertoire mit Motiven aus der bildenden Kunst, der Natur, dem Kunstgewerbe und Gebrauchsgegenständen mit charakteristischer Form wie dem Streichholz und dem Blatt einer Kreissäge zu erweitern. Mit der Wahl von Ölfarbe auf Leinwand hielt die Farbe Einzug. Die auffälligste Ergänzung seit Ende der 1990er Jahre ist die Arbeit an und mit Sperrholz als Unterlage und als eigenständige, ausgeschnittene Form. Das Aussägen unterstreicht das Spiel mit Form und Gegenform (bzw. Restform), das schon immer im Werk vorhanden war, nun aber mit überraschender Lebendigkeit fortgesetzt wird. Die scheinbare Regelmäßigkeit erweist sich immer als gestört oder unvollständig.
Lippens war von 1992 bis 1999 Mitglied der Jury für den Königlichen Förderpreis für Malerei und von 2000 bis 2010 für den Buning-Brongers-Preis. Er lebt und arbeitet seit 1997 in Middelburg.

## Ausstellungen (Auswahl)

### Einzelausstellungen
- 1999 How Sweet 2 SBKM De Vleeshal, Middelburg

### Gruppenausstellungen
- 1982 documenta 7, Kassel